# Manuri
Manuri (grec: Μανούρι) és un formatge grec amb Denominació d'Origen Protegida a la Unió Europea des del 1996, produït a Macedònia Central, Occidental i Tessàlia.
S'elabora combinant llet d'ovella i de cabra, i té un mínim de 70% de greix en sec i un màxim de 60% d'humiditat. És un formatge blanc, suau, amb una aroma característica i sense forats ni escorça.